# Pawnee
Pawnee ali Poniji (Chahiksichahiks, Pani, Pana, Panana, Panamaha, Panimaha). Pleme prerijskih Indijancev iz družine Caddoan iz srednjega toka reke Platte in na reki Republican, pritoku reke Kansas v Nebraski in Kansasu. Danes jih v Oklahomi živi približno 3000.

## Ime
Ime Pawnee izvira iz domačega imena pariki (enako kot ime plemena Arikara), kar pomeni rog, v aluziji na način česanja kodrov lasišča (glej Arikara). Druga plemena so te Indijance imenovala "volk", torej "volkodlaki". "Volk" je simbol plemena Pawnee in ga danes najdemo na njihovi plemenski zastavi. Pleme plemeske skupine Algonquian Arapaho jih je imenovalo Ahihinin, "volčji ljudje"; Ho-ni'-i-tani-o, ime Šajenov, ki pomeni "majhni volčji ljudje" in Kuitare-i, med plemenom Komanči, ki pomeni "volčji ljudje" in tudi med Indijanci Hidatsa Tse-s do hpa ka. Imena Awahi med Indijanci Caddo in Wichita ter Awahu med Arikara bi lahko imela enak pomen. Pleme Tonkawa iz prerij Teksasa je ime Awahi prevzelo od Wichita in ga prilagodilo svojemu jeziku v obliki Awó. Manj znano ime je »Chahiksichahiks«, »moški med možmi«, s katerim imenujejo sebe in vsa plemena, ki jih imajo za civilizirane. Druga imena zanje so bila »Xaratenumanke« med Mandani, »Paoneneheo«, staro šajensko ime, ki pomeni »tisti s štrlečimi sprednjimi zobmi«; »Dárazhazh« med Indijanci Kiowa Apache; »Páyin« v Kansasu in »Harahey« v dokumentih Coronado.

## Skupine (bande)
Indijanci Pawnee so bili v resnici konfederacija štirih plemen oziroma skupin (band). Te konfederirane bande so bile:
- Chaui ali Veliki Pawnee,

- Kitkehahki ali Republikanski Pawnee, sestavljen iz band »Kitkehahki« in »Mali Kitkehahki«. Med Kitkehahkiji Murie omenja imeni band "Črne glave" in "Karikisu", za kateri Lesser in Weltfish (1932) menita, da so bile "Črne glave" društvo (morda skrivno), "Karikisu" pa je bil ženski ples, ki so ga izvajali pred sajenjem koruze (glej Svete slovesnosti).

- Pitahauerat ali Tapage Pawnee (Tappage), z vejama "Pitahauerat" in "Kawarakis".

- Skidi ali Skiri Pawnee (Loup Pawnees, Wolf Pawnee).

## Lega in prebivalstvo
Tradicionalno ozemlje Pawneejev je bilo v dolinah rek Loup in Platte ter vzdolž reke Republican, v današnji Nebraski. To območje so naseljevali skozi vso svojo znano zgodovino, vse do odhoda v rezervat v Oklahomi v letih 1874–1875. Njihova populacija je bila v začetku 19. stoletja ocenjena na med 9000 in 10.000. Kasneje se je njihovo število zmanjšalo in leta 1859 jih je bilo okoli 4000, 2000 (1876), 650 (1900) in v zadnjem času 2000 (1970).

## Zgodovina
Indijanci Pawnee so nekoč živeli v Teksaso, kjer so bila naseljena plemena Caddoan jezika, toda že leta 1541, ko je Coronado obiskal Quiviro, so se naselili v regiji reke Platte v južni Nebraski, organizirani v 4 konfederacijske skupine ali plemena »Tapage« ali »Noisy«, Wolf ali »Skidi«, »Grand« ali »Chaui« in »Republikanci«. Pawnee so, ko so prišli v stik s francoskimi trgovci (okoli leta 1750), razširili svoje ozemlje na republikansko območje v Kansasu in območje reke Niobrare v Nebraski. Leta 1806 španski vojaki obiščejo Pawneeje tik pred prihodom ameriškega raziskovalca Zebulona Montgomeryja Pikea, ki nam zapusti bogastvo informacij o številnih bandah Pawneejev, vključno s spolno sestavo prebivalstva, številom bivališč in količino strelnega orožja, ki so ga imeli na voljo. Po njegovem mnenju so Pawneeji lovili bizone, bobre, vidre, jelene in drugo divjačino, tako kot večina plemen, ki so ga prodajali na tržnici v St. Louisu. Razvpito človeško žrtvovanje jutranji zvezdi Ho-Pir-i-Kuts (Venera) je odpravil poglavar Skidijev Petalesharo.
Pawneeji so bili bojevito ljudstvo, kar so še posebej kazali do Siouxov, bili so v prijateljskih odnosih z Indijanci Oto in nikoli niso šli v vojno proti ZDA. Dobre odnose z ZDA kažejo tudi s pomočjo ameriški vojski pri izvidovanju, "bataljon Pawnee" pa varuje ameriško železnico Union Pacific RR pred napadi drugih plemen. Njihovo prebivalstvo je bilo izgubljeno v tridesetih in štiridesetih letih 19. stoletja v vojnah s Siouxi, prizadele pa so jih tudi epidemije črnih koz in kolere, zato so se leta 1876 odpovedali svoji zemlji v Nebraski v ZDA in odšli v rezervat v Oklahomi, ki je razpadel, potem ko se je zemlja začela dodeljevati individualno, danes okrožje Pawnee.

## Etnografija
Običaji
Kultura Pawneejev je prerijska, vendar nekoliko drugačna od tipičnih prerijskih plemen, kot sta Arapahi in Šajeni. Pawneeji so polnomadsko, kmetijsko pleme, ki živi v velikih stalnih naseljih, katerih bivališča so delno podzemna in zemeljska. Pawneeji gojijo koruzo, so spretni jezdeci in rejci konj ter lovci na bizone, vendar je glavna preokupacija ostala koruza. Pawneeji so edino pleme lovcev na bizone na prerijah, ki je sredi 19. stoletja še vedno žrtvovalo dekleta, v njihovem svetem plemenskem snopu pa je najdragocenejši fetiš, kamniti koruzni storž. Z osvojitvijo prerije in prihodom konja na prerijo se konja uporablja za lov in prevoz, med lovom na bizone pa živijo v usnjenem šotoru-[vigiju]]. Obredi Hako (v jeziku Pawnee ``Hakkopirus) so bili vrsta socialnih in verskih obredov Chaui-Pawneejev, za katere etnografinja Alice C. Fletcher pravi, da so pawneejska oblika slovesnosti Calumet, Eva Lips pa navaja, da častijo orle, race, jastrebe in druge ptice. Hako je za Pawnee to, kar je Velika hiša za plemeni Lenape ali Hunka za Sioux.
Atira ("Nebesni svod) je nebeški svod, žena Tirawina, matere žita in svete matere zemlje za vsa bitja, in je tudi vodja obredov hako. Njen mož Tirawa je stvarnik in bog neba. Pawnee je naučil umetnosti govora, oblačenja, izdelovanja ognja, lova, obdelovanja zemlje, barvanja telesa, kajenja tobaka ter verskih obredov in žrtvovanja. Veter, dež, grom in strela so njegovi glasniki.
Družbena organizacija
Pawneeji so razdeljeni v 4 prej omenjene skupine, vsaka z več vasmi, vodje pa so bili Chaui. Narava in sorodstvene povezave teh 4 band še zdaleč niso najbolj jasne. Fletcher (1949: 213) uporablja izraz "konfederacija", medtem ko Lesser (1933: 1) trdi, da so te štiri skupine politično neodvisne druga od druge / pravi, da so bile štiri skupine prvotno politično neodvisne druga od druge./
Drugi viri (Densmore 1929: 3 in Linton 1922: 5) navajajo, da je politična struktura plemena podobna strukturi tolp in da je obstajal plemenski svet, sestavljen iz svetnikov iz različnih tolp.
Kar zadeva Skidije ali volčje ponije, so ti najbolje opisani. V začetku 19. stoletja so bili Skidi federacija 13 vasi z vrhovnim svetom poglavarjev in ceremonialno organizacijo. Vsaka pridružena vas je imela poglavarja in svet. V politično strukturo je integriran razredni sistem, ki vključuje razredne delitve. Najvišji razred sestavljajo poglavarji. Sledijo bojevniki, duhovniki in šamani. Za njimi pridejo navadni ljudje, ljudje brez vpliva ali moči, in predstavljajo manj kot polovico prebivalstva skupine. Na samem dnu so ljudje zunaj vseh teh razredov, ki živijo na obrobju vasi, ker so kršili plemenske zakone in običaje. Tradicionalno je obstajal tudi razred sužnjev, ki so bili ljudje iz drugih plemen, ujeti med vojnimi pohodi in nato vključeni v pleme. Vasi so endogamne. Izvaja se poliginija, strogo sororalna, dedovanje je matrilinearno, naselje pa matrilokalno, sorodstveni sistem tipa »vrana«, torej takšen, kot so ga etnologi zabeležili in opisali med Indijanci Vrana in ga je mogoče najti po vsem svetu. Velikost zemeljskega bivališča Pawnee se razlikuje in v njem lahko živi ena, pogosteje pa več družin. Po Weltfishu (1965: 14) lahko v večini bivališč živi od 30 do 50 ljudi.
Osnovna delitev skupnosti je dvojna, sestavljena iz "severne" ali "zimske" poloble in južne ali poletne poloble. Ti polobli sta še posebej očitni pri obredih in različnih igrah. Murie (1914: 558–559) navaja tudi 10 moških društev (bratskih in bojevniških društev). Vsako od teh društev ima sveti snop, ki je vezan skozi vse življenje in ena oseba je lahko hkrati članica vseh 10 društev, njene javne funkcije pa so bile povezane z vojno in (ali) lovom. Obstajale so tudi zasebne organizacije, ki niso imele uradnih funkcij in niso bile priznane, vendar so prišle v ospredje v stiski. Poleg vsega tega so imeli Pawnee tudi 8 moških zdravniških društev. V vsaki tolpi so bila ta društva odgovorna za upravljanje Velike zdravilne slovesnosti, ki je trajala 20 dni ali več, Zdravniškega plesa (enodnevne slovesnosti) in slovesnosti, ki so potekale spomladi in jeseni. Te poznejše slovesnosti so potekale v Velikih zdravilnih ložah. Da se Pawneeji kulturno razlikujejo od pravih prerijskih plemen, je tudi primer Sončnega plesa, ki med njimi ni nikoli zaživel. Tukaj je treba poudariti, da so Pawneeje in njihovo vejo Arikara plemena imenovali tudi "Črni Pawneeji", kar izvira iz Indijancev Caddoan, katerih domovina je bil ameriški jugovzhod, območje, kjer so izvajali kmetijstvo, človeško žrtvovanje, kanibalizem in tetoviranje. V sodobnem času, v začetku 20. stoletja, Pawneeje sprejemajo Ples trave, Ples duhov in kult pejotla.